# Le Bioscope

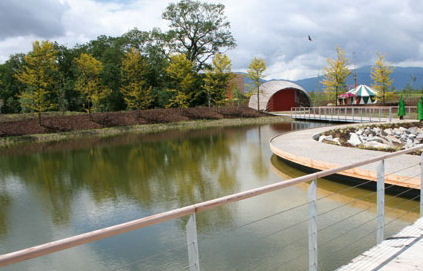
Le Bioscope, kurz nach der Eröffnung 2006

Le Bioscope war ein Freizeit- und Themenpark im Elsass (Frankreich).
Im südelsässischen Ungersheim bei Colmar und Mülhausen gelegen, wurde der Park am 1. Juni 2006 als erster Umwelt- und Gesundheitspark Frankreichs eröffnet. Die Anlage war seit 1993 geplant, die Grundsteinlegung fand am 16. Oktober 2004 statt. Durch seine Lage in dem grenznahen Ort hoffte der Betreiber auch auf zahlreiche Besucher aus dem benachbarten Deutschland und der Schweiz.
Der 12,5 Hektar große Freizeit- und Themenpark wollte Wissenschaft auf spielerische und unterhaltsame Weise verständlich vermitteln. Der Name Bioscope lässt erahnen, worum es genauer inhaltlich ging, nämlich um die Beziehungen zwischen Mensch und Umwelt. Auf spielerische und unterhaltsame Weise sollten die Besucher das Bewusstsein für ihre Umwelt schärfen. Auf dem Programm standen dabei Themen wie extreme Klimaverhältnisse, Ökosysteme, Umweltverschmutzung oder physikalische Gleichgewichtsphänomene. Darüber hinaus wurde auch den Fragen Schlafen und Träumen sowie Pflegen und Heilen nachgegangen.
Der Park war nur von April bis November geöffnet.
Für die Architektur war Frédéric Jung verantwortlich, der auch das Internationale Museum der Parfümerie (französisch Musée internationale de la Parfumerie) in Grasse entworfen hat. Die Landschaftsarchitektin Ursula Kunz kümmerte sich um die Grünflachen. Der Park ist kreisförmig angelegt und von Wasserkanälen durchzogen, den Mittelpunkt bildet eine Nachbildung eines Meteoriteneinschlags, der am 16. November 1492 die Gegend bei Ensisheim erschütterte. Bei der Thematik der Anlage ist es selbstverständlich, dass der Freizeitpark möglichst umweltverträglich errichtet wurde. So standen Energieverbrauch, Wasserkonsum sowie Integration der Anlage in die natürliche Umgebung im Vordergrund. Die Gesamtinvestitionen des Pariser Parkbetreibers Grévin, der auch schon den Asterix-Park geschaffen hat, beliefen sich auf 61 Millionen Euro.
2008 begann eine zweite Bauphase, mit dem der Park auf 50 Hektar erweitert werden soll. Die bis dahin gemachten Erfahrungen sollen die Entscheidung beeinflussen, ob der Park künftig seine Schwerpunkte in der Pädagogik oder im Spielerischen setzten sollte. Der Betreiber erhoffte sich überdies 350.000 Besucher pro Jahr.
In der Kritik stand der Park, weil er zu viel Fläche verbrauche und der Umwelt schade. Kritisiert wurde weiterhin, dass er zu großen Teilen mit öffentlichen Mitteln gebaut wurde, während benachbarte Freizeitparks wie der Europa-Park in Rust derartige Mittel nicht erhielten. Ein weiterer Kritikpunkt war der Plastik-Flair der Einrichtung.
Am 30. September 2012 wurde der Park aufgrund Besuchermangels und Schulden in Höhe von rund 28 Millionen Euro geschlossen. Am 1. Juli 2014 eröffnete auf seinem Gebiet der Parc du Petit Prince, der dem Kleinen Prinzen aus dem gleichnamigen Roman von Antoine de Saint-Exupéry gewidmet ist.